# Leucotmemis varipes
Leucotmemis varipes là một loài bướm đêm thuộc phân họ Arctiinae, họ Erebidae.